# Patrick Ekeng-Ekeng
Patrick Claude Ekeng-Ekeng (Yaoundé, 26 de março de 1990 — Bucareste, 6 de maio de 2016) foi um futebolista camaronês que atuava como volante.[carece de fontes?]

## Carreira
Revelado pelo Canon Yaoundé em 2006, profissionalizou-se em 2008 e disputou 29 partidas. Defendeu ainda Le Mans, Rodez (empréstimo), Lausanne-Sport, Córdoba e Dínamo de Bucareste. Jogou também pela Seleção Camaronesa, na categoria Sub-20, jogou 10 partidas e marcou um gol entre 2009 e 2010, além de ter disputado 2 jogos pela equipe principal, chegando inclusive a figurar entre os convocados para a Copa Africana de Nações em 2015.

## Morte

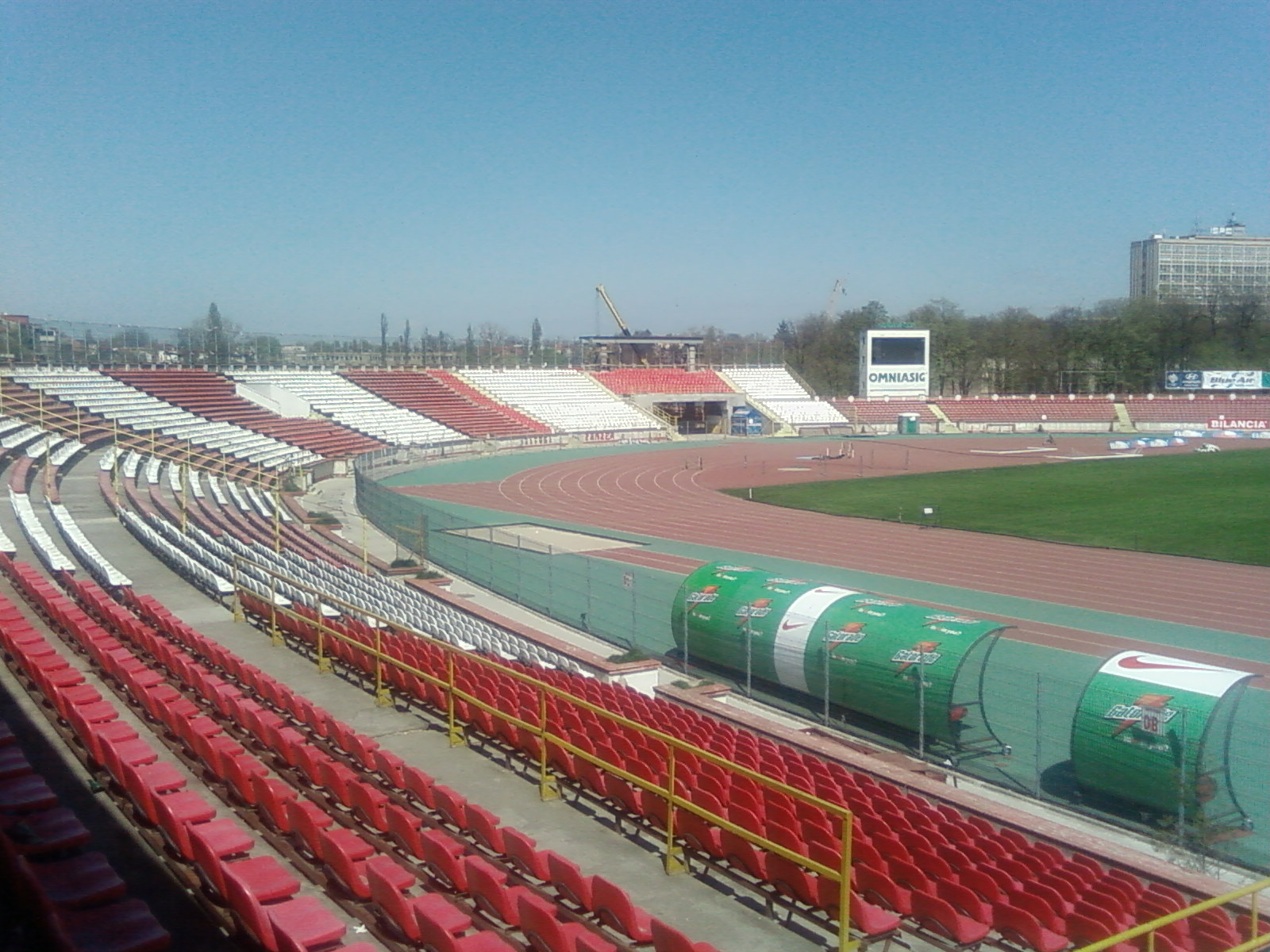
O Estádio do Dínamo Bucareste foi palco da tragédia ocorrida no dia 6 de maio de 2016.

Em 6 de maio de 2016, durante um jogo do Campeonato Romeno entre Dínamo de Bucareste e Viitorul Constanța, a partida estava 3 a 2 para o Dínamo quando Ekeng desmaiou no relvado pouco tempo depois de entrar em campo. O jogo foi interrompido e os companheiros de equipe e adversários pediram a entrada dos médicos, que socorreram o volante. Apesar de ter recebido atendimento na ambulância, ele morreu 2 horas depois no hospital. Antes do acidente, Ekeng havia marcado um gol de pênalti para o Dínamo a partida terminou empatada por 3 a 3.